# Ladislav Dittrich
Ladislav Dittrich SDB (23. července 1929 Polička – 11. října 1997 Řím) byl český katolický kněz, člen řádu salesiánů, vedoucí českého náboženského střediska v Římě, vydavatel časopisů s náboženskou tematikou, spolupracovník křesťanské akademie Řím.

## Život

### Studium
Dětství prožil v Bystrém u Poličky, kde byl jeho otec kostelníkem. V roce 1944 přišel do Dvorku u Přibyslavi, do bývalé prázdninové kolonie Sdružení katolické mládeže (SKM), kde našli v roce 1943 po zabraní ústavu útočiště salesiánští aspiranti z Fryštáku. V posledním roce války, jako středoškolák, zde absolvoval kvartu. Po válce byl ve vráceném salesiánském fryštackém domě v kvintě. Rozhodl se pro Bohu zasvěcený život a vstoupil do salesiánský noviciátu, který prožil v Hodoňovicích. Dne 19. srpna 1947 v Hodoňovicích složil první sliby. V tomto roce se právě otevřel filozofický studentát v Přestavlkách. Dittrich v Přestavlkách prožil tři roky i onu osudnou noc v dubnu, v roce 1950 s názvem Akce K, kdy Státní bezpečnost odvezla představené do internace v Oseku. Přestavlčtí klerici zůstali až do prázdnin v domě. Dittrich s ostatními dokončil studia maturitou na reálném gymnáziu v Holešově. Byl přijat na vysokou školu zemědělskou v Košicích, ale pro neutěšené poměry to vzdal.
Našel si místo v Místku, kde byli již někteří spolubratři a novici a snažili se vést společný život jak si to představení přáli a jak to okolnosti dovolovaly.
V roce 1952 se na pokyn P. Filipce, který řídil spolubratry salesiány mimo internaci začal připravovat na odchod za hranice. Přestěhoval se do Prahy. Našel si podnájem a místo v továrně.

### Emigrace
V červnu roku 1952 se spolu mu se salesiány Janem Homolou a Vojtěchem Hrubým podařilo dostat po riskantním přechodu hranic do Rakouska a později do Itálie.
Představení je poslali studovat teologii do Mesiny. V Mesině byl 29. června 1956 vysvěcen na kněze. Zásluhou P. Vitězslava Taťáka, který byl v té době v Turíně, začal studovat v Turíně na PAS (Pontificio Ateneo Salesiano) filozofii a pedagogiku. Po získání licenciátu vyučoval devět roků ve Folizzu filozofii.
V roce 1968 byl na žádost kardinála Berana uvolněn pro práci v českém náboženském středisku v Římě. Pracoval zde jako vedoucí katechetické sekce, pracovníků kroužků mládeže, jako organizátor i vedoucí táborů pro českou mládež v zahraničí.
Vydával časopis Radar (pro děti). Při tom vypomáhal kde bylo potřeba, hlavně v přípravě knih vydávaných křesťanskou akademií i jejich expedicí do vlasti. V administrativě a expedici časopisu Nový život pracoval od začátku až do dvou měsíců před smrtí.

### Český poutní dům v Římě
Po smrti prvního ředitele českého poutního domu v Římě-Velehradu se odstěhoval do tohoto domu a stává se pravou rukou Vojtěcha Hrubého nového ředitele. Jeho jméno je známo tisícům krajanů ze světa i z vlasti s nimiž byl v písemném nebo osobním styku při jejich návštěvě v Římě. Zde se dočkal i svobody své vlasti po roce 1989.
V roce 1992 mohl konečně po čtyřiceti letech navštívit své příbuzné a rodiště Bystrém. Měl zde v neděli 19. července 1992 svou opožděnou primici. Vrátil se do Říma a pokračoval obětavě v nenápadné práci v poutním domě Velehrad i ve službě sestrám františkánkám, kam chodíval celebrovat. Ohlásila se nemoc, která nakonec vedla k jeho skonu. Zemřel v sobotu 11. října 1997 v 8 hodin ráno mezi svými spolubratry salesiány. Pohřeb se konal v pondělí 13. října 1997 z baziliky Sacro Cuore do salesiánské hrobky římské provincie v Guidonii asi 20 km za Římem.

## Dílo
Patří mezi ně prázdninové tábory v Itálii pro děti českých emigrantů a exulantů, které pořádá. Mnohé zprávy o těchto táborech byly uveřejněny v časopisu Rozhledy, který vydávala od konce 60. let 20. století paní Pavla Novotná ve Vídni. Díky tehdy cyklostylovaným stránkám časopisu Rozhledy můžeme dnes vzpomenout na činnost salesiánů a salesiánek Dona Boska, a jejich přátel, ve prospěch dětí českých rodin, žijících v zahraničí. První číslo oběžníku Rozhledy vyšlo na začátku školního roku v září 1968. Trojčlenná redakce ve složení: Pavla Novotná, Marta Brousková a Toni Kouba pravidelně měsíčně informovala o programu katolické mládeže ve Vídni. Další informace se objevují v dětském časopisu Radar, který vydával sám Ladislav Dittrich spolu s Vojtěchem Hrubým v Itálii.